# Dlhá kotlina
Dlhá kotlina, Kotol Dlhého plesa ( polsky Długa Kotlina tvoří část Velké Studené doliny. Táhne se od Vareškového Plesa k Zbojnické chatě. Ohraničují ji severovýchodní hřeben a vedlejší rameno Východnej slavkovskej veže a ze strany Velké Studené doliny Zbojnický chrbát. 

## Název
Je odvozen od polohy pod kamennými sesuvy, které se pomalu zužují okolo Dlhého plesa. Název je známý také jako Kotol Dlhého plesa. 

## Turistika
Přes kotlinu vede po  modré značce turistický chodník na Zbojnickou chatu.